# Länsväg 216
Länsväg 216 går mellan Gammelsta vid E4 – Björkvik – Riksväg 52 (nära Broby).
Den går i Södermanlands län och är 23 km lång.

## Anslutningar
- E4
- Riksväg 52

## Historia
Vägen har haft nummer 216 med bara en liten förkortning och utan någon annan ändring i den exakta detaljsträckningen, ända sedan vägnummer infördes på 1940-talet. Vägen förkortades cirka 1 km på 1990-talet i samband med E4:s motorvägsbygge. Innan dess gick 216 till gamla E4 respektive Riksväg 1.